# Litslunda
Litslunda is een plaats in de gemeente Västerås in het landschap Västmanland en de provincie Västmanlands län in Zweden. De plaats heeft 63 inwoners (2005) en een oppervlakte van 12 hectare.